# 瓜西莫斯市

瓜西莫斯市（西班牙語：Municipio Guásimos），是委內瑞拉的一個市，位於該國西南部塔奇拉州，首府設於帕爾米拉，面積32平方公里，2011年人口47,873，人口密度每平方公里1.5人。